# Armin Reichel
Armin Reichel (* 31. Januar 1958 in Glan-Münchweiler) ist ein ehemaliger deutscher Fußballtorhüter und heutiger -trainer.

## Karriere
1973 kam Armin Reichel von seinem Jugendverein TuS Glan-Münchweiler zum 1. FC Kaiserslautern. 1980 schaffte er es in den Profikader und war vorerst zweiter Torhüter hinter Ronnie Hellström. 1981/82 mit 25 Spielen – zunächst nach einer länger andauernden Verletzung Hellströms – und 1982/83 mit 30 Partien war er Stammtorhüter. In dieser Zeit absolvierte Reichel auch 14 Spiele im UEFA-Cup. Hellström konnte sich 1983/84, in dessen letzter Saison beim FCK, den Stammplatz im Tor zurückerobern. Reichel blieb bis 1985 als Ersatztorhüter und wechselte danach zu Tennis Borussia Berlin in die 2. Bundesliga. Hier war er Stammtorwart, stieg mit seinem Verein aber aus der zweiten Liga ab und verließ den Verein wieder nach nur einer Saison.
Reichel ging zurück in den Südwesten, wo der 1. FC Saarbrücken seine nächste Station war und er damit in der 2. Bundesliga blieb. Mit Saarbrücken befand er sich bis 1988 zumeist im Abstiegskampf. 1988/89 verbesserte sich die sportliche Situation, Reichel war aber inzwischen ins zweite Glied verdrängt worden, sodass er 1989 eine Klasse tiefer zum Oberligisten Wormatia Worms wechselte. Hier blieb er fast zehn Jahre, gewann 1992 den Südwestpokal, stieg 1993 mit dem Verein in die Verbandsliga ab und 1998 wieder auf. In der Winterpause 1998/99 verließ er den Klub und spielte fortan für den Verbandsligisten Eintracht Bad Kreuznach. 1999/2000, in seiner zweiten und letzten Saison in Bad Kreuznach, stand am Ende der Aufstieg in die Oberliga. Reichel blieb aber in der Verbandsliga Südwest und spielte nach dieser Station noch drei Jahre beim VfR Grünstadt und ab 2003 beim TuS Altleiningen. Hier trat er bis 2006 in der Bezirksliga Vorderpfalz an und konnte danach den Aufstieg in die Landesliga feiern. Bis 2009, inzwischen 51-jährig, hütete er das Altleininger Tor.
2009 wurde Armin Reichel Trainer des FSV Abenheim in der Kreisklasse Worms, wo er allerdings im Oktober desselben Jahres entlassen wurde.
Reichel steht für die Traditionsmannschaft des 1. FCK im Tor.

## Privates
Armin Reichel ist verheiratet und hat zwei Töchter.

## Erfolge
- 1992 Südwestpokalsieger mit Wormatia Worms

## Statistik
| Liga          | Spiele (Tore) |
| ------------- | ------------- |
| Bundesliga    | 63 (0)        |
| 2. Bundesliga | 83 (0)        |
| Wettbewerb    |               |
| DFB-Pokal     | 08 (0)        |
| UEFA-Cup      | 14 (0)        |